# Distretto di Khagrachhari
Il distretto di Khagrachhari è un distretto del Bangladesh situato nella divisione di Chittagong. Si estende su una superficie di 2.749,16 km² e conta una popolazione di 613.917  abitanti (dato censimento 2011).

## Suddivisioni amministrative
Il distretto si suddivide nei seguenti sottodistretti (upazila):
- Dighinala
- Khagrachhari
- Lakshmichhari
- Mahalchhari
- Manikchhari
- Matiranga
- Panchhari
- Ramgarh
- Guimara